# Bolitoglossa splendida
Bolitoglossa splendida es una especie de salamandras en la familia Plethodontidae.
Es endémica de la Cordillera de Talamanca (Costa Rica).